# 오야마다 도라미쓰

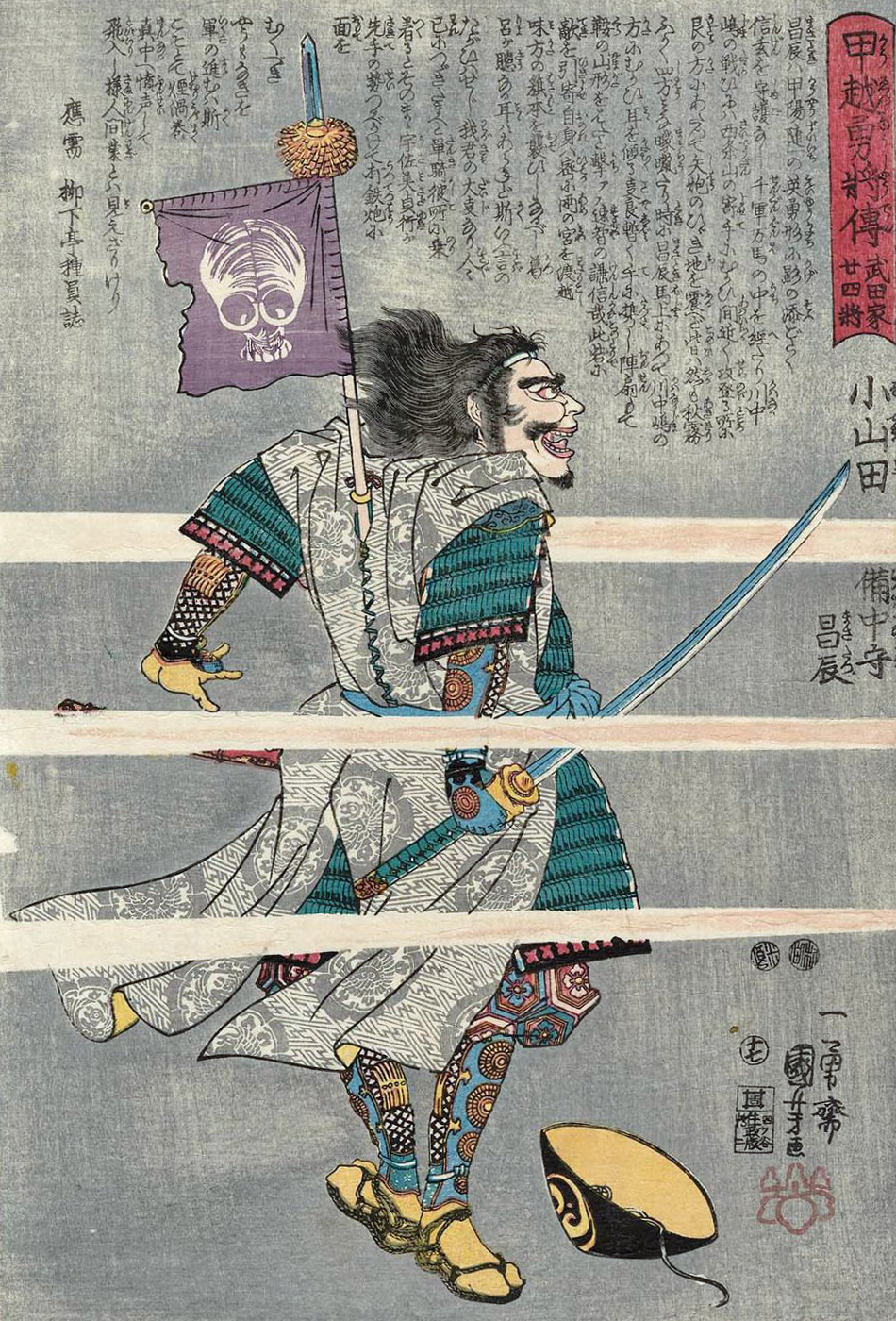
오야마다 도라미쓰

오야마다 도라미쓰/마사타쓰(일본어: 小山田 虎満/昌辰 오야마다 토라미츠/마사타츠[*])는 센고쿠 시대의 무장이다. 가이 다케다씨의 가신.
본디 가이국의 호족 출신으로 다케다 가와 맞서 싸웠으나 노부토라의 가이 통일로 다케다 가에 소속된다. 이후 노부토라를 몰아내는 일에 관여하고 시나노국 공략에 많은 공을 세웠다. 전장에서 항상 선두를 달렸다고 한다. 시나노 국 공략 도중 사망한다.